# Sandbäckshult
Sandbäckshult är en småort i Ålems socken i Mönsterås kommun belägen två kilometer nordväst om Blomstermåla. 

## Historia
Tätorten utvecklades som stationssamhälle, där stationen öppnades den 4 december 1897; den lades ned den 31 december 1967.  Fram till 1902 var stationrns namn Hornsö såg. Stationen var mötespunkt mellan Kalmar-Berga Järnväg och Mönsterås-Åseda Järnväg. Sandbäckshult hade eget hotell, pappfabrik och timmerverk.